# Grande Prêmio dos Países Baixos de 1975

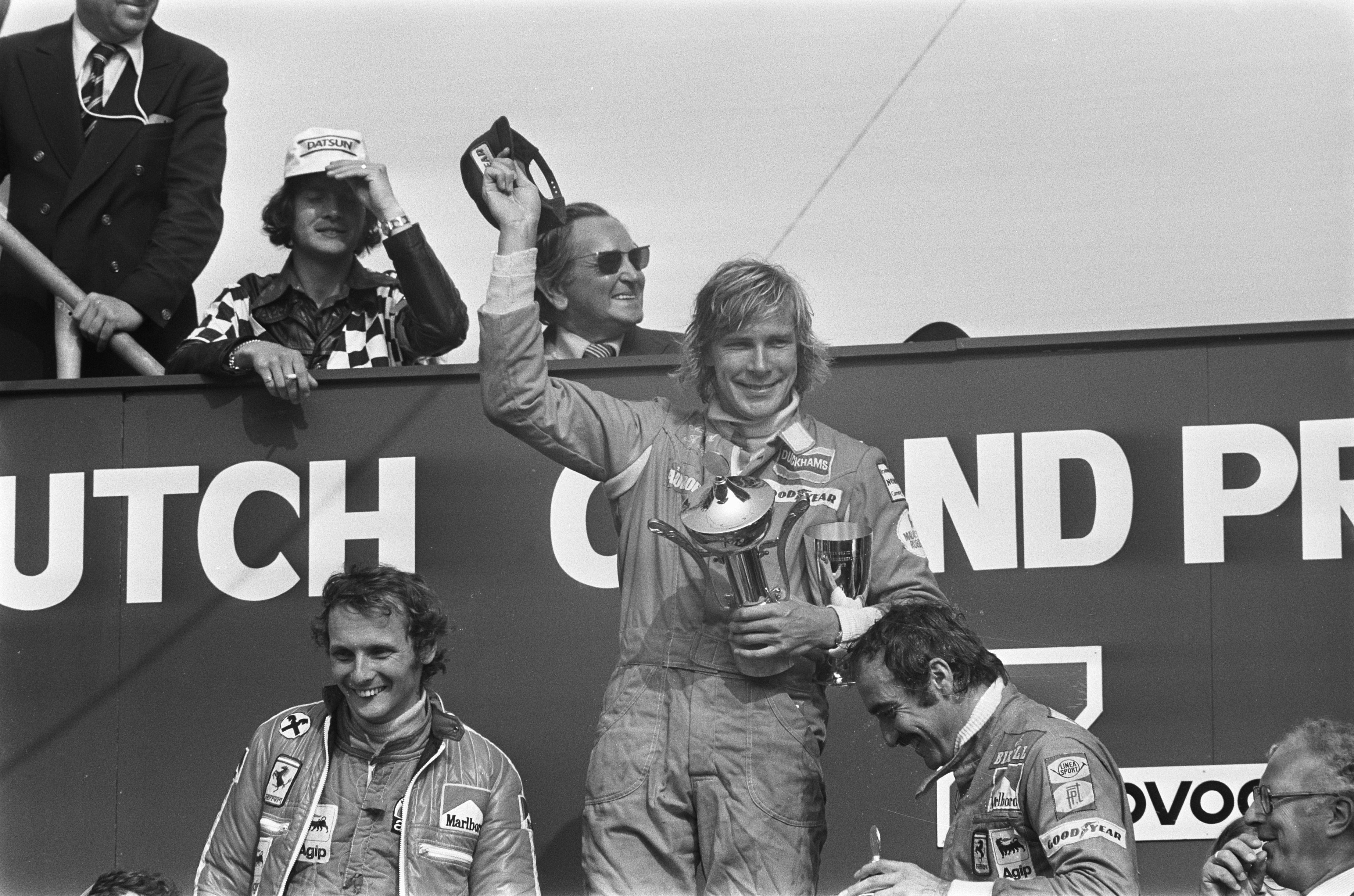
Pódio em Zandvoort 1975 com Lauda, Hunt e Regazzoni

Resultados do Grande Prêmio dos Países Baixos de Fórmula 1 realizado em Zandvoort em 22 de junho de 1975. Oitava etapa da temporada, foi vencido pelo britânico James Hunt, da Hesketh-Ford, que subiu ao pódio ladeado por Niki Lauda e Clay Regazzoni, pilotos da Ferrari.

## Resumo
Primeira vitória tanto do piloto britânico James Hunt quanto de sua equipe, a Hesketh.

## Classificação da prova
| Pos. | Nº | Piloto             | Construtor      | Voltas | Tempo/Diferença | Grid | Pontos |
| ---- | -- | ------------------ | --------------- | ------ | --------------- | ---- | ------ |
| 1    | 24 | James Hunt         | Hesketh-Ford    | 75     | 1:46:57.40      | 3    | 9      |
| 2    | 12 | Niki Lauda         | Ferrari         | 75     | + 1.06          | 1    | 6      |
| 3    | 11 | Clay Regazzoni     | Ferrari         | 75     | + 55.06         | 2    | 4      |
| 4    | 7  | Carlos Reutemann   | Brabham-Ford    | 74     | + 1 volta       | 5    | 3      |
| 5    | 8  | José Carlos Pace   | Brabham-Ford    | 74     | + 1 volta       | 9    | 2      |
| 6    | 16 | Tom Pryce          | Shadow-Ford     | 74     | + 1 volta       | 12   | 1      |
| 7    | 23 | Tony Brise         | Hill-Ford       | 74     | + 1 volta       | 7    |        |
| 8    | 28 | Mark Donohue       | Penske-Ford     | 74     | + 1 volta       | 18   |        |
| 9    | 4  | Patrick Depailler  | Tyrrell-Ford    | 73     | + 2 voltas      | 13   |        |
| 10   | 31 | Gijs van Lennep    | Ensign-Ford     | 71     | + 4 voltas      | 22   |        |
| 11   | 30 | Wilson Fittipaldi  | Fittipaldi-Ford | 71     | + 4 voltas      | 24   |        |
| 12   | 20 | Ian Scheckter      | Williams-Ford   | 70     | + 5 voltas      | 19   |        |
| 13   | 22 | Alan Jones         | Hill-Ford       | 70     | + 5 voltas      | 17   |        |
| 14   | 10 | Lella Lombardi     | March-Ford      | 70     | + 5 voltas      | 23   |        |
| 15   | 5  | Ronnie Peterson    | Lotus-Ford      | 69     | Pane seca       | 16   |        |
| 16   | 3  | Jody Scheckter     | Tyrrell-Ford    | 67     | Motor           | 4    |        |
| Ret  | 21 | Jacques Laffite    | Williams-Ford   | 64     | Motor           | 15   |        |
| Ret  | 2  | Jochen Mass        | McLaren-Ford    | 61     | Acidente        | 8    |        |
| Ret  | 17 | Jean-Pierre Jarier | Shadow-Ford     | 44     | Pneus           | 10   |        |
| Ret  | 18 | John Watson        | Surtees-Ford    | 43     | Vibrações       | 14   |        |
| Ret  | 1  | Emerson Fittipaldi | McLaren-Ford    | 40     | Motor           | 6    |        |
| Ret  | 14 | Bob Evans          | BRM             | 23     | Diferencial     | 20   |        |
| Ret  | 6  | Jacky Ickx         | Lotus-Ford      | 6      | Motor           | 21   |        |
| Ret  | 9  | Vittorio Brambilla | March-Ford      | 0      | Suspensão       | 11   |        |
| DNS  | 35 | Hiroshi Fushida    | Maki-Ford       |        |                 |      |        |

## Tabela do campeonato após a corrida
| Pos. | Piloto             | Pontos |
| ---- | ------------------ | ------ |
| 1    | Niki Lauda         | 38     |
| 2    | Carlos Reutemann   | 25     |
| 3    | Emerson Fittipaldi | 21     |
| 4    | José Carlos Pace   | 18     |
| 5    | James Hunt         | 16     |

| Pos. | Construtor   | Pontos  |
| ---- | ------------ | ------- |
| 1    | Ferrari      | 41      |
| 2    | Brabham-Ford | 36 (38) |
| 3    | McLaren-Ford | 26,5    |
| 4    | Tyrrell-Ford | 19      |
| 5    | Hesketh-Ford | 16      |

- Nota: Somente as primeiras cinco posições estão listadas. A temporada de 1975 foi dividida em dois blocos de sete corridas onde cada piloto descartaria um resultado. Neste ponto esclarecemos: na tabela dos construtores figurava somente o melhor colocado dentre os carros do mesmo time.